# Baphia nitida
Baphia nitida är en ärtväxtart som beskrevs av Conrad Loddiges. Baphia nitida ingår i släktet Baphia och familjen ärtväxter. IUCN kategoriserar arten globalt som livskraftig. Inga underarter finns listade i Catalogue of Life.
Baphia nitida kallas också Afrikanskt sandelträ. Det används malt av kubafolket som "tuluka", i form av rött pulver eller pasta för dekoration av bland annat huden, samt för att färga tyger.

## Bildgalleri

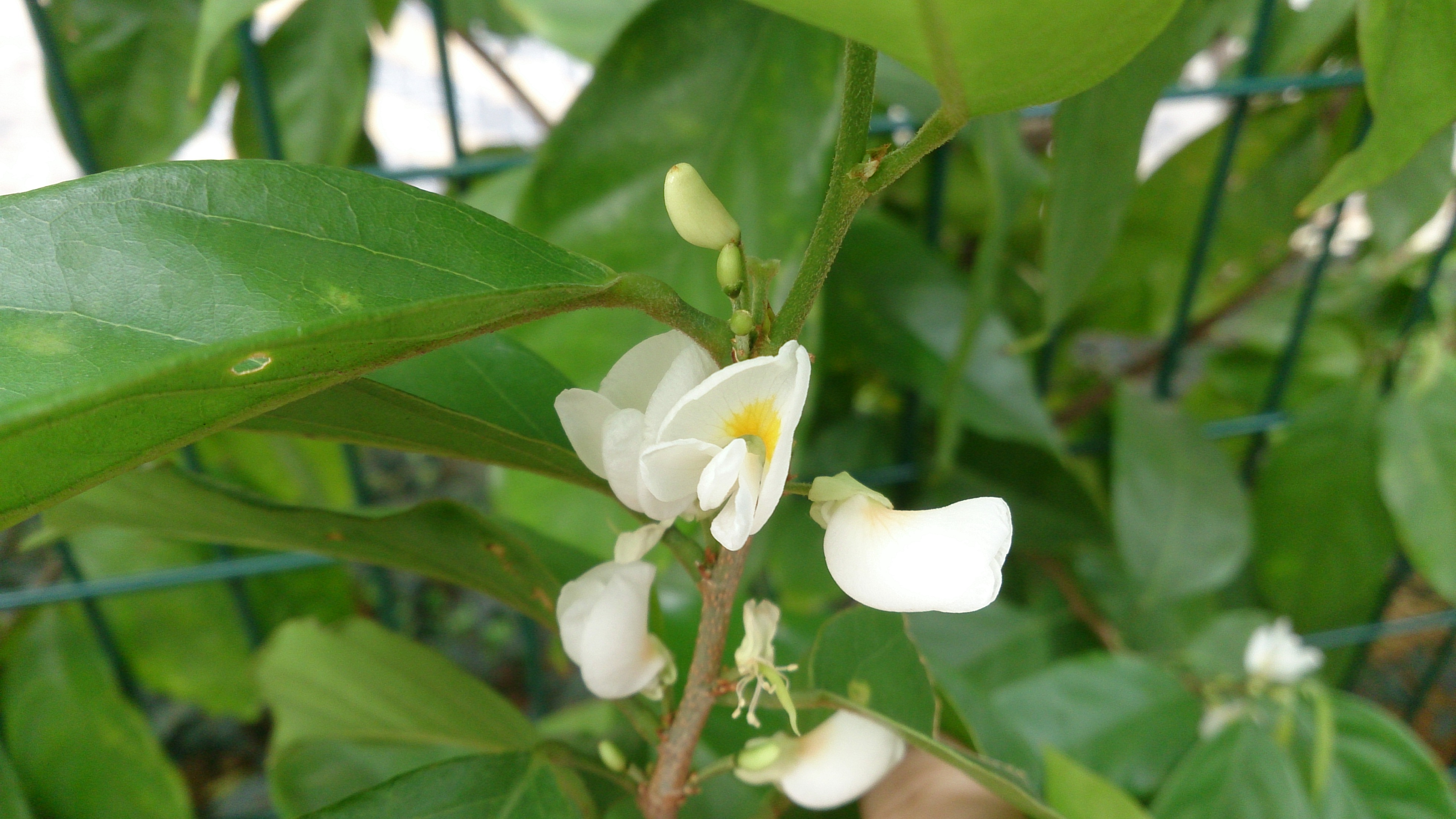
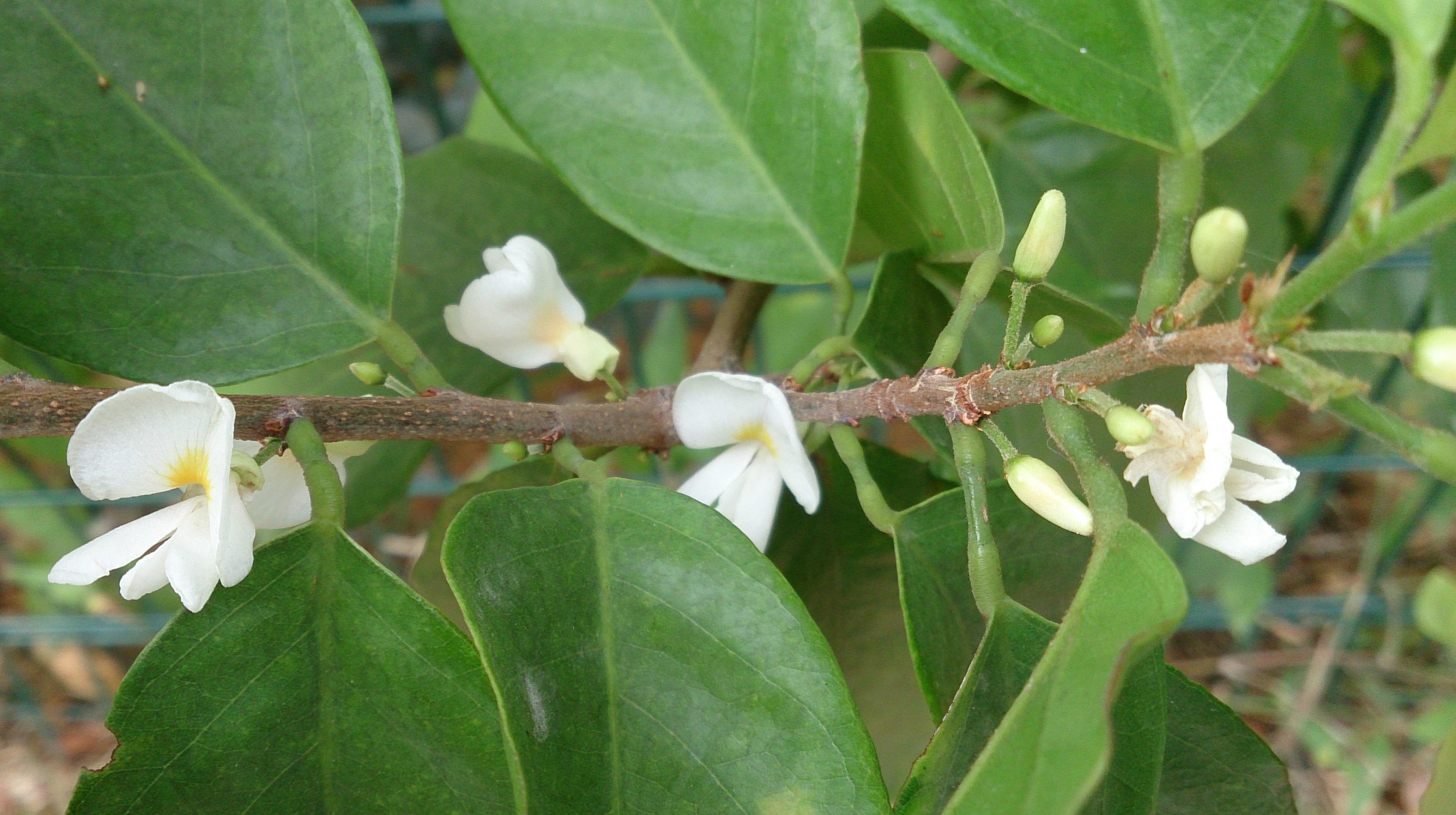
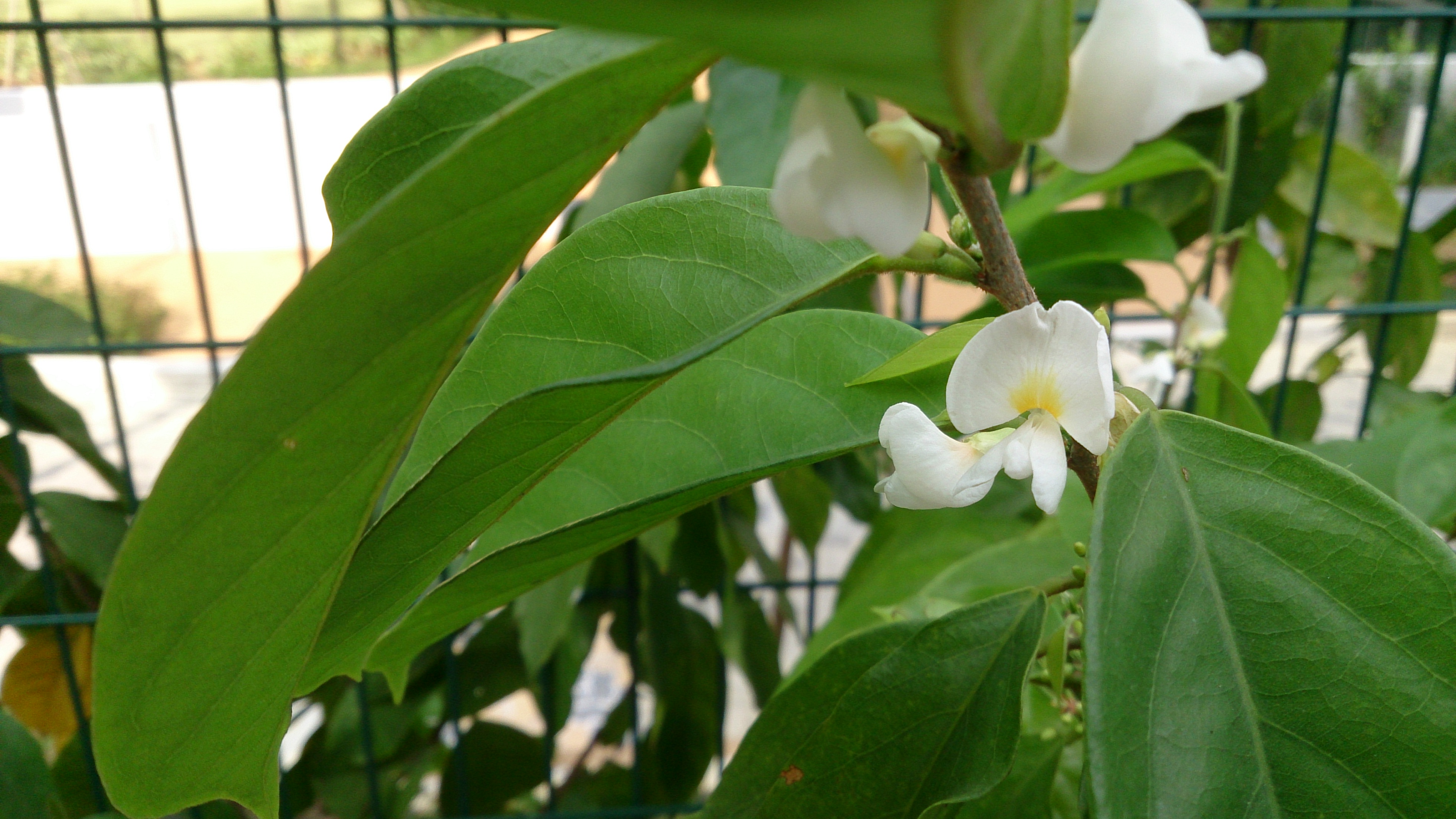
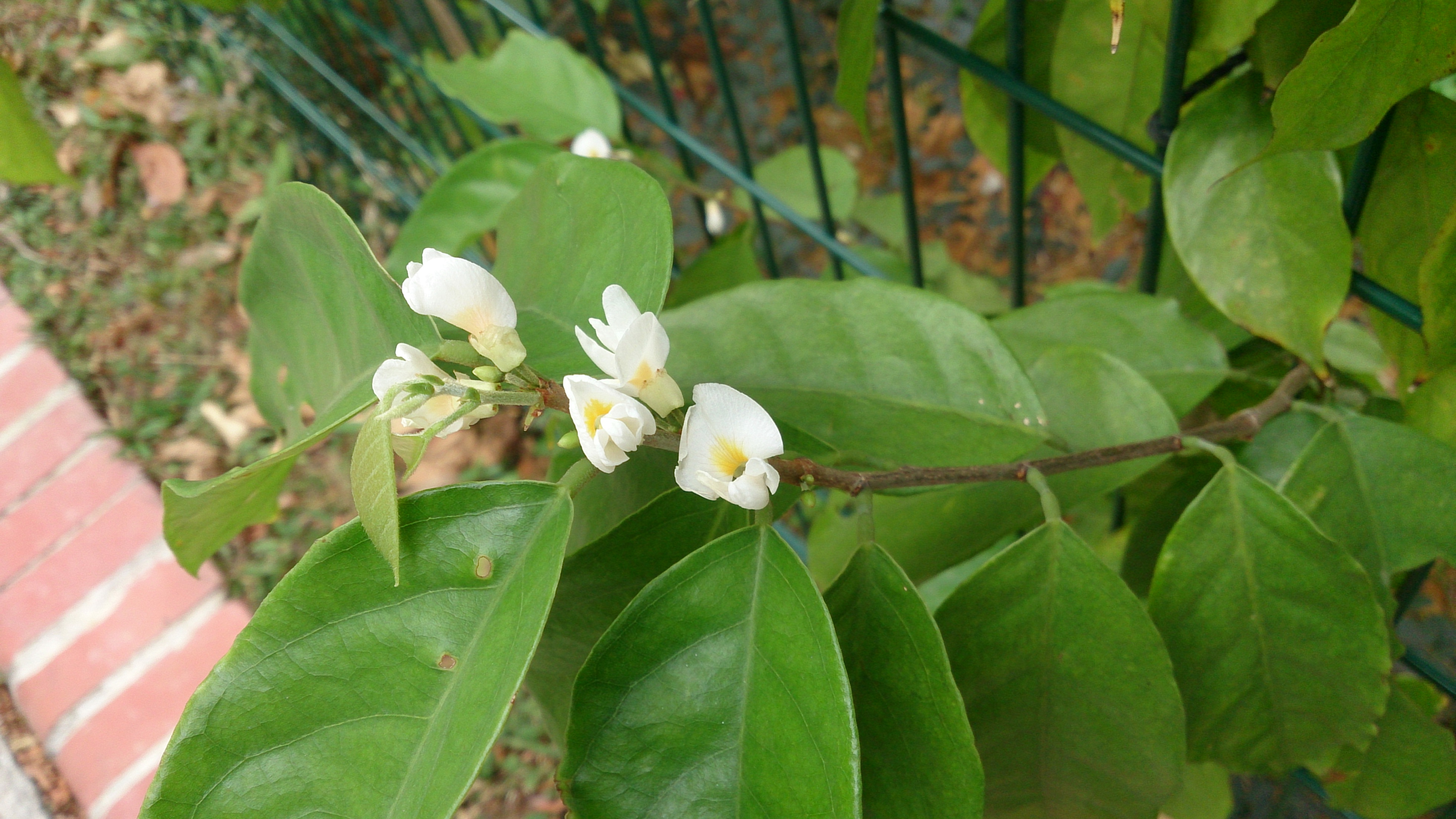